# Partit del Poble Palestí
El Partit del Poble Palestí (sigla: PPP; àrab: حزب الشعب الفلسطيني, Ḥizb ax-Xaʿb al-Filasṭīnī), fundat l'any 1982 com a Partit Comunista Palestí, és un partit polític comunista palestí.

## Història
El Partit Comunista Palestí original es va fundar el 1919. Després de la fundació de l'estat d'Israel i l'annexió jordana de Cisjordània, els comunistes de Cisjordània es van unir com a Partit Comunista de Jordània, que va obtenir un considerable suport entre els àrabs palestins. Va establir una forta posició en el moviment sindical palestí i va mantenir una considerable popularitat a Cisjordània durant la dècada de 1970, però el seu suport va disminuir posteriorment. A la franja de Gaza, ocupada per egipcis, es va establir una organització comunista palestina diferenciada.
El febrer de 1982, destacats comunistes palestins van celebrar una conferència i van reprendre el Partit Comunista Palestí. El nou partit va establir relacions amb l'Organització per a l'Alliberament de Palestina i s'hi va unir el 1987. Un membre del PCP va ser inclòs al Comitè Executiu de l'OLP a l'abril d'aquest mateix any. PCP era l'únic membre de l'OLP que no es trobava entre les organitzacions fedayeen.
El PCP va ser un dels quatre grups que van liderar el front durant la primera Intifada palestina i va tenir un paper important en la mobilització.
El partit, sota la direcció de Bashir Barghouti, va tenir un paper important en la reevaluació del marxisme-leninisme com a filosofia política molt abans que d'altres organitzacions comunistes de la regió. Es va canviar el nom el 1991, després del col·lapse de la Unió Soviètica al Partit del Poble Palestí, argumentant que la lluita de classes a Palestina s'hauria d'ajornar perquè el poble palestí encara seguia amb la lluita per l'alliberament nacional en la què totes les classes s'haurien d'unir. [3] El canvi de nom també reflectia un moviment del partit per distanciar-se de la imatge del comunisme, una ideologia percebuda com antagònica a la religió al món musulmà; no obstant això, els membres del partit actualment encara s'identifiquen com a marxistes.
El partit va ser un defensor entusiasta dels Acords d'Oslo; no obstant això, actualment critica el "fracàs" del procés de pau, tot i que defensa l'objectiu d'un estat palestí independent a Cisjordània i la franja de Gaza.
El 2002, el secretari general del partit, Mustafa Barghouti, va escindir-se amb alguns membres per fundar la Iniciativa Nacional Palestina.
A les eleccions presidencials de gener de 2005, el candidat del partit Bassam as-Salhi va rebre el 2,67% dels vots.
A les eleccions legislatives del 2006, el PPP va formar una llista conjunta anomenada Al-badeel juntament amb altres partits de l'esquerra palestina com Front Democràtic per a l’Alliberament de Palestina, la Unió Democràtica Palestina i independents. Va obtenir el 2,8% dels vots i va obtenir dos dels 132 escons del Consell.
Per a les eleccions municipals de 2016 que inicialment estaven previstes per a l'octubre de 2016, el PPP va ser una de les cinc faccions palestines d'esquerres que van formar una llista conjunta anomenada Llista de l'Aliança Democràtica. A les eleccions, que van tenir lloc el 13 de maig de 2017, l'Aliança va obtenir 5 dels 3.253 escons, aconseguint el 0,32% dels vots.

## Ideologia
El PPP és un grup d'esquerres que pretén crear un Estat democràtic i secular a Palestina. El partit té una estructura més similar al Partit Comunista Italià que a el Partit Comunista de la Unió Soviètica, ja que les seves institucions són lleials a l'Estat palestí i no contraries. És a dir, que el PPP no té l'objectiu de revoltar-se contra el govern establert sinó participar-hi i representar els obrers palestins.
Contrari al govern de Hamàs, el PPP s'oposa a l'islamisme a Palestina i aspira a crear una societat amb llibertat religiosa per a tots els ciutadans palestins. El PPP no té branca militar. Des dels Acords d'Oslo es nega a la lluita armada contra Israel i prefereix negociar per arribar a una sortida pacífica al conflicte arabo-israelià.

## Resultats electorals

### Consell Legislatiu
| Any  | Líder             | Vots               | %                  | Escons  | +/– | Pos. |
| ---- | ----------------- | ------------------ | ------------------ | ------- | --- | ---- |
| 1996 |                   | 102,830            | 2.93               | 0 / 88  | Nou | 2n   |
| 2006 | Qais Abd al-Karim | Dins L'Alternativa | Dins L'Alternativa | 2 / 132 | 2   | 4t   |

### Eleccions presidencials
| Any  | Candidat        | Vots   | %          | Resultat |
| ---- | --------------- | ------ | ---------- | -------- |
| 2005 | Bassam as-Salhi | 21,429 | 2,88 / 100 | Derrota  |

## Líders
- Bashir Barghouti, (1982-1998)
- Hannah Amireh, Abdel Majid Hamadan, Mustafa Barghouti, (1998-2002)
- Bassam Al-Salhi (2003-Actual)